# Jacques de Guigné
Le comte Jacques de Guigné, né le 29 octobre 1883, à Soengiei-Silcambing sur l'île de Sumatra (Indonésie), et mort pour la France le 22 juillet 1915, à Hohrod (Haut-Rhin), est un militaire et militant de l'Action française de confession catholique. Il est le père de la vénérable Anne de Guigné.

## Biographie
Jacques de Guigné est le fils de Paul de Guigné (1844-1924), zouave pontifical, fait comte romain par le pape Léon XIII. Sa mère est Julie Lagourgue (1850-1909), fille du défunt maire et conseiller colonial Bernard Lagourgue (1790-1863) et de Françoise Adam de Villiers (1813-1892).
Il fait son éducation au collège Saint-Joseph-de-Tivoli à Bordeaux d'où il sort avec le Prix d'honneur.
Il entre à l'école spéciale militaire de Saint-Cyr en 1902 et intègre la promotion du Sud-Oranais (1902-1904),. Par la suite, il est incorporé dans les chasseurs alpins à Chambéry avant de donner sa démission en restant officier de réserve l'année de son mariage célébré le 31 mai 1910 à Aubigny avec Antoinette de Charette de la Contrie (1886-1978). De cette union, il a quatre enfants dont Anne de Guigné (1911-1922) qui naît dans la demeure familiale, au château de La Cour, et déclarée vénérable par le pape Jean-Paul II. En tant que catholique dévot, toute la famille assiste à la messe chaque dimanche dans la chapelle du château familial,. Il a une grande influence sur l'éducation religieuse de ses enfants.
Après sa démission de l'armée, Jacques de Guigné s'engage au sein de l'Action française et devient président des groupes de la Haute-Savoie et de la section d'Annecy,,.
En parallèle de son engagement politique, il obtient une licence de droit à la faculté de droit de Grenoble en 1913.
Lors de la Grande Guerre, il reprend du service et se voit promu capitaine au 114e bataillon de chasseurs alpins le 16 juillet 1915. Pour sa bravoure, il est nommé chevalier de la Légion d'honneur le 4 novembre 1914. Il fait ses adieux à sa famille le 3 mai 1915. Pendant le conflit, il est blessé une première fois à Saulcy-en-Lorraine le 30 août 1914 pour une fracture du pied. Il est blessé une seconde fois à la tête de sa compagnie puis une troisième fois grièvement le 11 février 1915. Il est finalement tué au champ d'honneur le 22 juillet 1915 sur la Crête du Linge,.

## Postérité
Son petit-fils, le général Yves de Guigné et sa famille lui rendent hommage un siècle plus tard le 22 juillet 2015,.

## Distinctions
- Croix de guerre 1914–1918, avec palme[2]
- Chevalier de la Légion d'honneur (1914)[8]